# Nyctemera uniplaga
Nyctemera uniplaga là một loài bướm đêm thuộc phân họ Arctiinae, họ Erebidae.